# Lista laureaților Premiului Wolf pentru matematică
Această pagină este o listă a laureaților Premiului Wolf în matematică.
| - 1978 Israel Gelfand, Carl L. Siegel - 1979 Jean Leray, André Weil - 1980 Henri Cartan, Andrey Kolmogorov - 1981 Lars Ahlfors, Oscar Zariski - 1982 Hassler Whitney, Mark Grigoryevich Krein - 1983 / 1984 - Shiing-Shen Chern, Paul Erdős - 1984 / 1985 - Kunihiko Kodaira, Hans Lewy - 1986 Samuel Eilenberg, Atle Selberg - 1987 Kiyoshi Itō, Peter Lax - 1988 Friedrich Hirzebruch, Lars Hörmander - 1989 Alberto Calderón, John Milnor - 1990 Ennio de Giorgi, Ilya Piatetski-Shapiro - 1991 Nu s-a acordat premiu - 1992 Lennart Carleson, John G. Thompson - 1993 Mikhail Gromov, Jacques Tits - 1994 1995 - Jurgen Moser - 1995 1996 - Robert Langlands, Andrew Wiles - 1996 1997 - Joseph B. Keller, Yakov G. Sinai - 1998 Nu s-a acordat premiu - 1999 László Lovász, Elias M. Stein - 2000 Raoul Bott, Jean-Pierre Serre - 2001 Vladimir Arnold, Saharon Shelah - 2002 2003 - Mikio Sato, John Tate - 2004 Nu s-a acordat premiu - 2005 Gregory Margulis, Sergei Petrovich Novikov - 2006 2007 - Stephen Smale, Hillel Furstenberg - 2008 Pierre R. Deligné, Phillip A. Griffiths, David B. Mumford - 2009 Nathalie Questembert-Balaban - 2010 Daniel Sullivan, Shing-Tung Yau - 2011 Reuven Cohen (Premiul Krill) - 2012 Yoel Shkolnisky (Premiul Krill), Luis Caffarelli, Michael Aschbacher - 2013 George Mostow, Michael Artin - 2014 Peter Sarnak - 2022 George Lusztig |